# Sarosa xanthotarsis
Sarosa xanthotarsis är en fjärilsart som beskrevs av Percy I. Lathy 1899. Sarosa xanthotarsis ingår i släktet Sarosa och familjen björnspinnare. Inga underarter finns listade.